# Mattia Agostino Mengacci
Mattia Agostino Mengacci (Sant'Angelo in Vado, 28 agosto 1801 – Civita Castellana, 20 novembre 1872) è stato un vescovo cattolico italiano.

## Biografia
Nacque a Sant'Angelo in Vado il 28 agosto 1801.
Ordinato presbitero il 31 marzo 1827, fu nominato vescovo di Civita Castellana, Orte e Gallese il 5 settembre 1851. Ricevette la consacrazione episcopale il 16 novembre dello stesso anno dal cardinale Costantino Patrizi Naro.
Nel 1858 celebrò il sinodo diocesano per Civita Castellana e Gallese e per Orte.
Morì a Civita Castellana il 20 novembre 1872 all'età di 71 anni.

## Genealogia episcopale
La genealogia episcopale è:
- Cardinale Scipione Rebiba
- Cardinale Giulio Antonio Santori
- Cardinale Girolamo Bernerio, O.P.
- Arcivescovo Galeazzo Sanvitale
- Cardinale Ludovico Ludovisi
- Cardinale Luigi Caetani
- Cardinale Ulderico Carpegna
- Cardinale Paluzzo Paluzzi Altieri degli Albertoni
- Papa Benedetto XIII
- Papa Benedetto XIV
- Papa Clemente XIII
- Cardinale Marcantonio Colonna
- Cardinale Giacinto Sigismondo Gerdil, B.
- Cardinale Giulio Maria della Somaglia
- Cardinale Carlo Odescalchi, S.I.
- Cardinale Costantino Patrizi Naro
- Vescovo Mattia Agostino Mengacci